# Fétichisme des lunettes
Le fétichisme des lunettes est une attirance sensuelle pour les personnes portant des lunettes,.
Le fétichisme des lunettes dans les mangas et animés japonais, surtout concernant les personnages féminins, est appelé meganekko-moe.